# حارة نوبة النص (صنعاء)
حارة نوبة النص هي إحدى حارات حي الجراف الشرقي بمديرية شعوب إحد مديريات العاصمة اليمنية صنعاء، بلغ تعداد سكانها 2522 نسمة حسب تعداد اليمن لعام 2004.